# Lucius Quinctius Cincinnatus
Pour les articles homonymes, voir Quinctius Cincinnatus.
Lucius Quinctius Cincinnatus [lysjys kɛ̃tjys sɛ̃sinatys] (en latin : [ˈluːkius ˈkʷiːnktius kɪŋkɪnˈnaːtʊs]), né en 519 et mort en 430 av. J.-C., est un général et homme politique romain du Ve siècle av. J.-C.
Il fut consul en 460 av. J.-C. et dictateur à deux reprises en 458 et en 439 av. J.-C.
Il est considéré par les Romains, notamment les patriciens, comme un des héros du premier siècle de la République et comme un modèle de vertu et d'humilité. Il est une figure historique, avec un rôle semi-légendaire, la réalité de ses actions ayant pu être amplifiée par les historiens romains, tels Diodore de Sicile, Tite Live ou Denys d'Halicarnasse, qui ont décrit ses faits et gestes.

## Famille

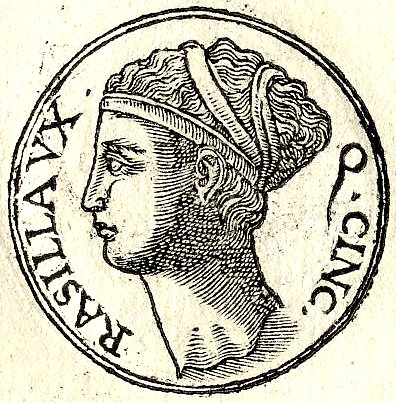
Racilia, épouse de Cincinnatus, sur une gravure du XVI, Promptuarii Iconum Insigniorum.

Il est le fondateur de la branche des Quinctii Cincinnati, membres de la gens Quinctia. Il est le petit-fils d'un Lucius Quinctius et le fils d'un Lucius Quinctius, son nom complet est Lucius Quinctius Lucii Filius Lucii Nepos Cincinnatus. Il est peut-être le frère de Titus Quinctius Capitolinus Barbatus, six fois consul. Selon Dion Cassius, le cognomen Cincinnatus proviendrait du fait qu'il porte les cheveux bouclés.
Selon la tradition, il épouse Racilia qui lui donne quatre fils, dont trois sont connus : Cæso, Lucius et Titus. Le quatrième pourrait être Quintus Quinctius Cincinnatus, tribun consulaire en 415 et 405 av. J.-C. Lucius Quinctius Cincinnatus, devient tribun militaire à pouvoir consulaire une première fois en 438 av. J.-C. L'année suivante, il est maître de cavalerie sous les ordres du dictateur Mamercus Aemilius Mamercinus. Il est à nouveau tribun militaire à pouvoir consulaire, par deux fois, en 425 et 420 av. J.-C. Titus Quinctius Poenus Cincinnatus, devient consul deux fois puis tribun consulaire, à la même époque que son frère. Il est accusé de mauvaise conduite de la guerre mais il est acquitté en souvenir de son père et de son oncle. Quant à Cæso Quinctius, il poursuit une politique ouvertement anti-plébéienne, organisant régulièrement des troubles pour empêcher les assemblées plébéiennes de se réunir.

## Biographie

### Procès de Cæso Quinctius (-461)
Cincinnatus apparaît pour la première fois dans les sources antiques au moment du procès de son fils Cæso Quinctius. Les tribuns de la plèbe souhaitent faire voter le projet de la Lex Terentilia qui a pour but de limiter le pouvoir des consuls. Les patriciens, opposés à ce projet, sont menés par un jeune patricien, brillant mais téméraire selon Tite-Live, Cæso Quinctius, fils de Cincinnatus. Le tribun Aulus Verginius (ca), qui voit en Cæso Quinctius un obstacle au vote de la Lex Terentilia, le poursuit en justice pour meurtre avec le témoignage accablant de Marcus Volscius Fictor,. De nombreux anciens consuls font l'éloge du jeune homme, rappelant ses nombreux exploits malgré son jeune âge, mais le peuple, encouragé par Aulus Verginius, associe l'idée de liberté à celle de condamner le jeune patricien. Cæso Quinctius est finalement condamné, malgré les efforts des patriciens. Il s'exile chez les Étrusques avant la fin du procès, évitant la peine, mais obligeant son père à prendre sur ses richesses pour payer l'importante amende qui s'élève à 30 000 livres de bronze, somme inhabituellement élevée,.
Selon sa biographie dans le De viris illustribus urbis Romae, ce serait Cincinnatus lui-même qui aurait « chassé de sa famille son fils Céson, à cause de la violence de son caractère ; ce jeune homme, également noté par les censeurs, se réfugia chez les Volsques et les Sabins, qui, sous les ordres de Claelius Gracchus, faisaient la guerre aux Romains ».

### Consulat suffect (-460)
En 460 av. J.-C., une armée d'esclaves et d'exilés, menés par le Sabin Appius Herdonius, parvient à s'emparer pendant quelques jours de la citadelle de Rome. Les consuls, aidés d'un contingent venu de Tusculum, lancent l'assaut pour chasser les insurgés. Le consul Publius Valerius Publicola est tué lors des combats et Cincinnatus est élu consul suffect pour le remplacer aux côtés de Caius Claudius Sabinus Regillensis.
Cincinnatus reprend la ligne politique anti-plébéienne tenue par son fils et s'oppose violemment aux tribuns de la plèbe réélus sans cesse. Il critique également les autres patriciens pour leur oisiveté. Finalement, des sénatus-consulte sont votés d'un commun accord : « les tribuns ne présenteraient point leur loi cette année, et que les consuls n'emmèneraient point l'armée hors des murs. À l'avenir, maintenir les magistrats dans leurs charges, réélire les mêmes tribuns serait, au jugement du Sénat, une atteinte à la République. » Mais les mêmes tribuns sont réélus, et les patriciens veulent alors nommer Cincinnatus au consulat pour faire face. Ce dernier refuse, décrétant avec son collègue « qu'aucun citoyen ne doit porter Lucius Quinctius au consulat ; si quelqu'un le fait, on annulera son suffrage » respectant ainsi les sénatus-consulte. Ce sont Quintus Fabius Vibulanus pour la troisième fois et Lucius Cornelius Maluginensis Uritinus qui sont élus consuls, poursuivant la lutte contre le projet de la Lex Terentilia,.
Selon la tradition, ruiné par l'amende qu'il a dû verser pour son fils qui s'est échappé, Cincinnatus se retire sur quatre jugères de terre qu'il lui reste dans l'ager Vaticanus, sur la rive droite du Tibre (Prata Quinctia),. Ce détail sur lequel insistent beaucoup les auteurs antiques paraît improbable étant donné que Cincinnatus est un patricien, chef de la famille des Quinctii, qui doit avoir de nombreux clients. Selon les règles de la clientèle, ces derniers ont dû payer une part de l'amende. L'appauvrissement et le retrait politique de Cincinnatus paraissent alors exagérés, surtout quand on considère son retour au pouvoir lors de ses deux dictatures.

### Première dictature (-458)

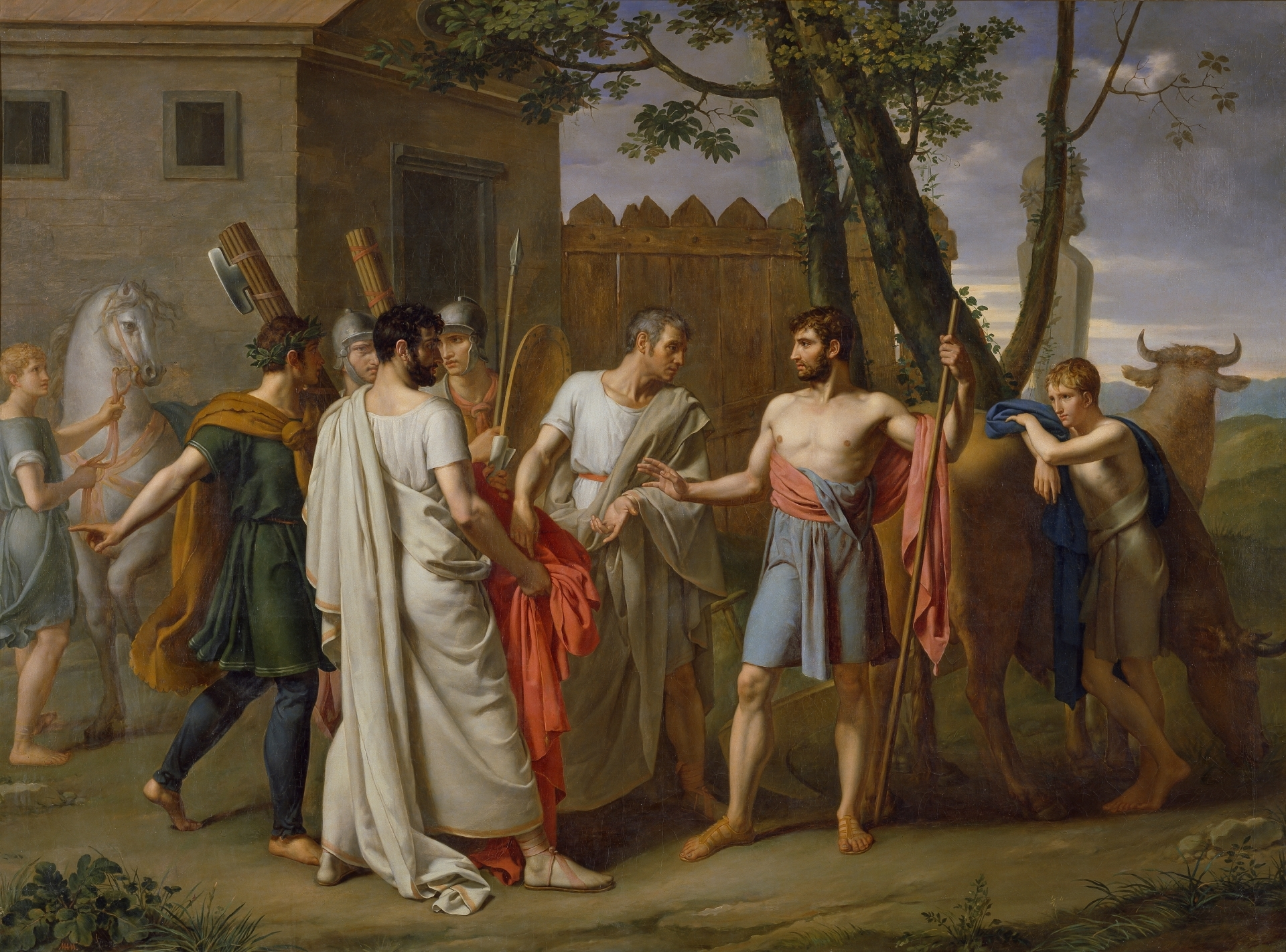
Cincinnatus abandonne sa charrue pour dicter les lois de Rome, Juan Antonio Ribera, 1806.

En 458 av. J.-C., Rome est toujours agitée par une crise politique interne autour du projet de la lex Terentilia. Les consuls s'opposent à la réunion des comices tributes. L'année précédente, le tribun Marcus Volscius Fictor est attaqué en justice par les questeurs Aulus Cornelius et Quintus Servilius qui l'accusent de faux témoignage. Les tribuns de la plèbe empêchent le procès de Fictor de se dérouler.
Une nouvelle guerre est déclarée par les Èques qui rompent les traités de paix en envahissant le territoire latin. Le Sénat romain tente de restaurer la paix et envoie des délégués pour négocier avec les Èques mais en vain. Les tribuns de la plèbe s'opposent une nouvelle fois à la mobilisation, avec quelques succès jusqu'à ce que les Sabins menacent à leur tour Rome. Devant ce nouveau danger, le peuple finit par prendre les armes. Le consul Caius Nautius Rutilus est envoyé combattre les Sabins. Il mène une campagne éclair et ravage leur territoire. Son collègue Lucius Minucius Esquilinus Augurinus est quant à lui pris de court face aux Èques et se retrouve assiégé près du mont Algide. Rutilus est rappelé à Rome et en accord avec le Sénat, il nomme un dictateur pour faire face à la situation,.
Selon la tradition, Cincinnatus se consacre à la culture de ses terres quand les sénateurs viennent le supplier d’accepter la dictature. Il sait que son départ risque de ruiner sa famille, déjà appauvrie à la suite du procès de son fils, si, en son absence, les récoltes ne sont pas assurées. Néanmoins, il accepte et prend Lucius Tarquitius Flaccus pour maître de cavalerie. En seize jours, il libère le consul assiégé, défait les Èques à la bataille du mont Algide, célèbre un triomphe, fait condamner Marcus Volscius Fictor et abdique,,,. Sa restitution du pouvoir absolu dès la fin de la crise devient, pour les futurs dictateurs romains, un exemple de bon commandement, de dévouement au bien public, de vertu et de modestie.

« Les envoyés du Sénat le trouvèrent nu et labourant au-delà du Tibre : il prit aussitôt les insignes de sa dignité, et délivra le consul investi. Aussi Minucius et ses légions lui donnèrent-ils une couronne d'or et une couronne obsidionale. Il vainquit les ennemis, reçut la soumission de leur chef, et le fit marcher devant son char, le jour de son triomphe. Il déposa la dictature seize jours après l'avoir acceptée, et retourna cultiver son champ. »

— De viris illustribus urbis Romae, XVII, L. Quinctius Cincinnatus

### Entre les deux dictatures

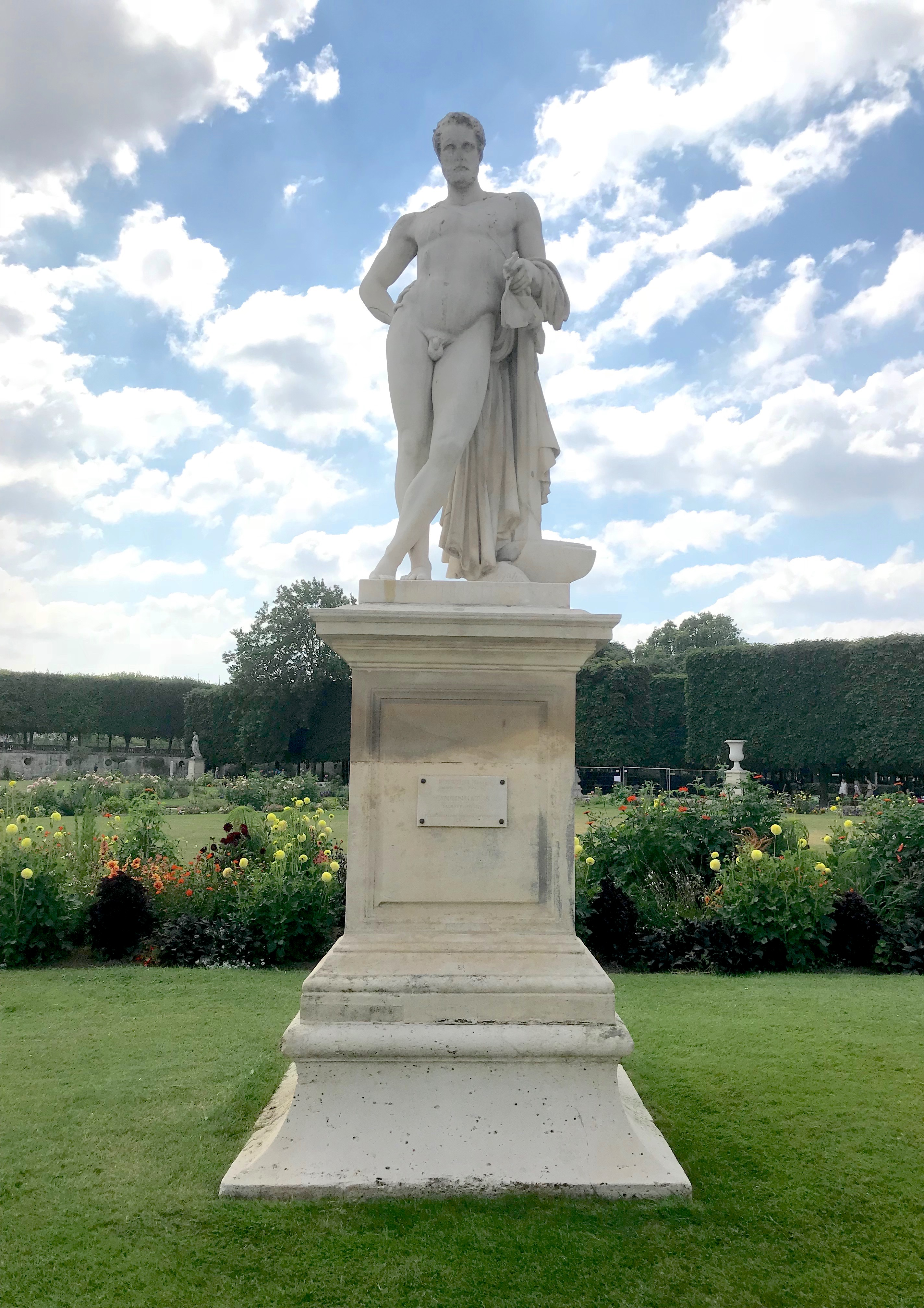
Lucius Quinctius Cincinnatus par Denis Foyatier (1793-1863), jardin des Tuileries, Paris.

Pour l'année 457 av. J.-C., Diodore de Sicile donne Cincinnatus et Marcus Fabius Vibulanus comme consuls entre les consulats de Caius Horatius Pulvillus et Quintus Minucius Esquilinus en 457 également et ceux de Marcus Valerius Maximus Lactuca et Spurius Verginius Tricostus Caeliomontanus en 456. Ni Tite-Live, ni Denys d'Halicarnasse ne les mentionnent,,.
Tite-Live ne fait qu'une seule fois mention de Cincinnatus jusqu'à sa deuxième dictature, pour signaler que comme Titus Quinctius Capitolinus Barbatus, autre membre de la gens Quinctia qui est peut-être son frère, ils sont écartés lors du choix des membres du décemvirat.
En 445 av. J.-C., la Lex Canuleia proposée par le tribun Caius Canuleius supprime l'interdiction de mariage entre plébéien et patricien,. Caius Canuleius pousse son avantage et en profite pour proposer de nouveau une loi accordant aux plébéiens l'accès au consulat. Les tribuns, excepté Caius Furnius qui s'oppose à l'admission des plébéiens au consulat, empêchent toute mobilisation des armées tant que la loi n'est pas votée. Au Sénat, les débats font rage et certains proposent d'armer les consuls contre les tribuns de la plèbe. Les deux membres de la gens Quinctia, Titus Quinctius Capitolinus Barbatus et Cincinnatus, s'opposent à toute mesure répressive. Un compromis est finalement trouvé dans la création des tribuns militaires à pouvoir consulaire, qui peuvent être patriciens ou plébéiens. Il est prévu que les tribuns remplaceraient les consuls, qui sont toujours choisis parmi les patriciens, certaines années selon les circonstances, ce qui satisfait les tribuns de la plèbe.

### Seconde dictature (-439)

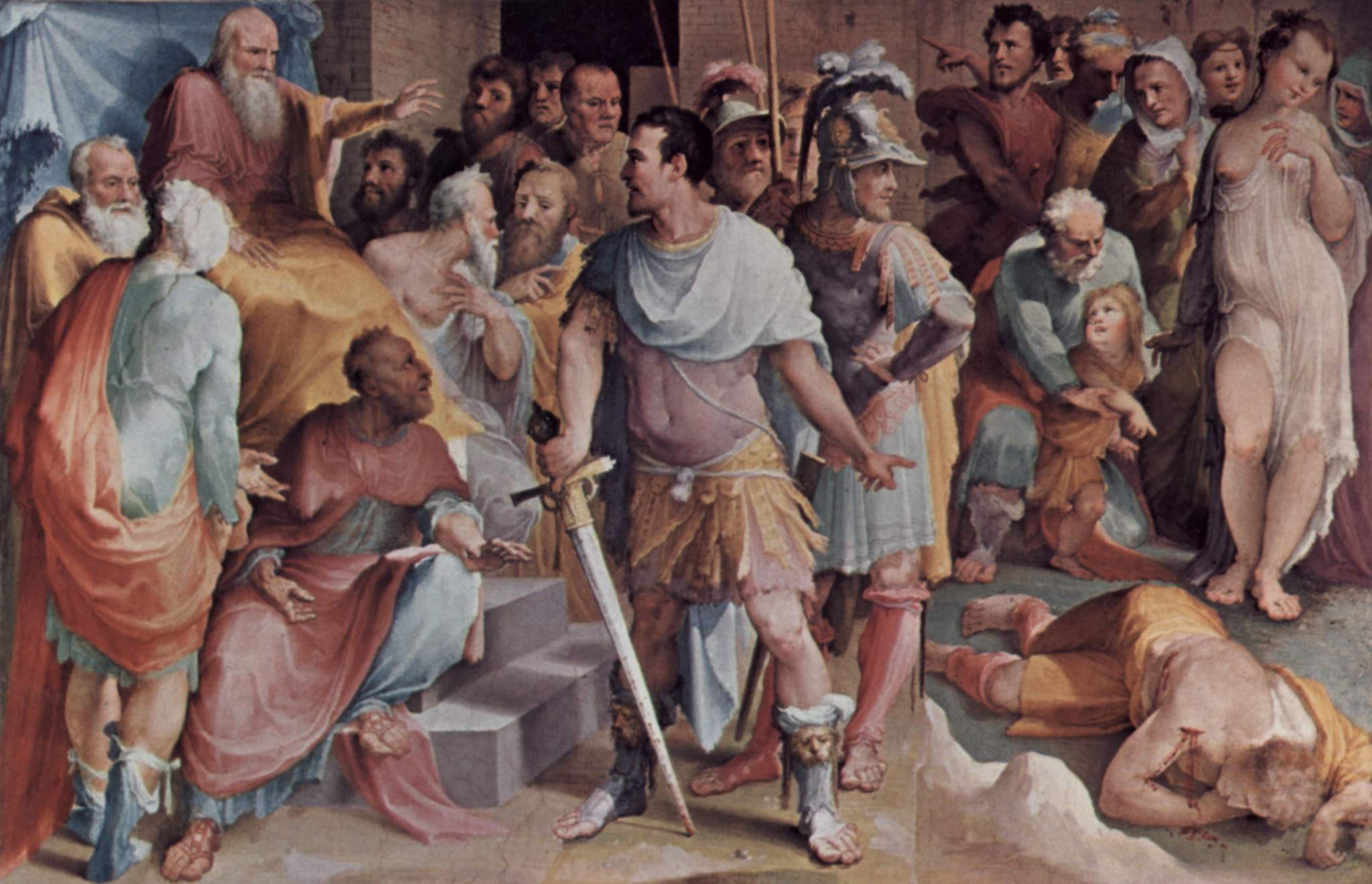
« Exécution de Maelius », Domenico Beccafumi, 1532-1535 : le maître de cavalerie Ahala présente la dépouille de Maelius au dictateur Cincinnatus.

En 439 av. J.-C., les consuls Titus et Agrippa nomment Cincinnatus dictateur pour mater une révolte de la plèbe et condamner Spurius Maelius, riche plébéien qui achète, avec sa fortune, du blé pour nourrir la population. Sa popularité est devenue telle qu'il aurait aspiré à la royauté (adfectatio regni). Une fois dictateur, Cincinnatus n'a pas à répondre de ses actes et peut donc faire face comme il le souhaite à la situation, contrairement aux deux consuls, tenus par les lois. Il choisit pour maître de cavalerie Caius Servilius Ahala. Ce dernier exécute Spurius Maelius alors que celui-ci résiste à son arrestation, avec la bénédiction du dictateur, qui ordonne qu'on rase sa maison, dont l'emplacement reçoit le nom d'Equimelium.
Une autre version, donnée par Denys d'Halicarnasse, précise qu'Ahala n'est qu'un simple citoyen lorsqu'il assassine Spurius Maelius,. Selon cette version, Spurius Maelius aurait été déclaré homo sacer par le Sénat perdant ainsi ses droits de citoyenneté, de sorte que n'importe quel citoyen romain aurait acquis le droit de faire justice par lui-même sans risquer d'être jugé pour meurtre,. Cincinnatus, en tant que dictateur, justifie l'assassinat comme nécessaire au rétablissement de la situation avant d'abdiquer une fois la crise sous contrôle.
Cincinnatus meurt avant Titus Quinctius Capitolinus Barbatus à près de 90 ans, vraisemblablement vers 430 av. J.-C..

## Postérité

### Dans les arts
Le retrait politique et le retour à la terre volontaire de Cincinnatus puis les sénateurs romains venant le chercher pour lui proposer les pouvoirs dictatoriaux sont des thèmes récurrents en peinture et en sculpture.

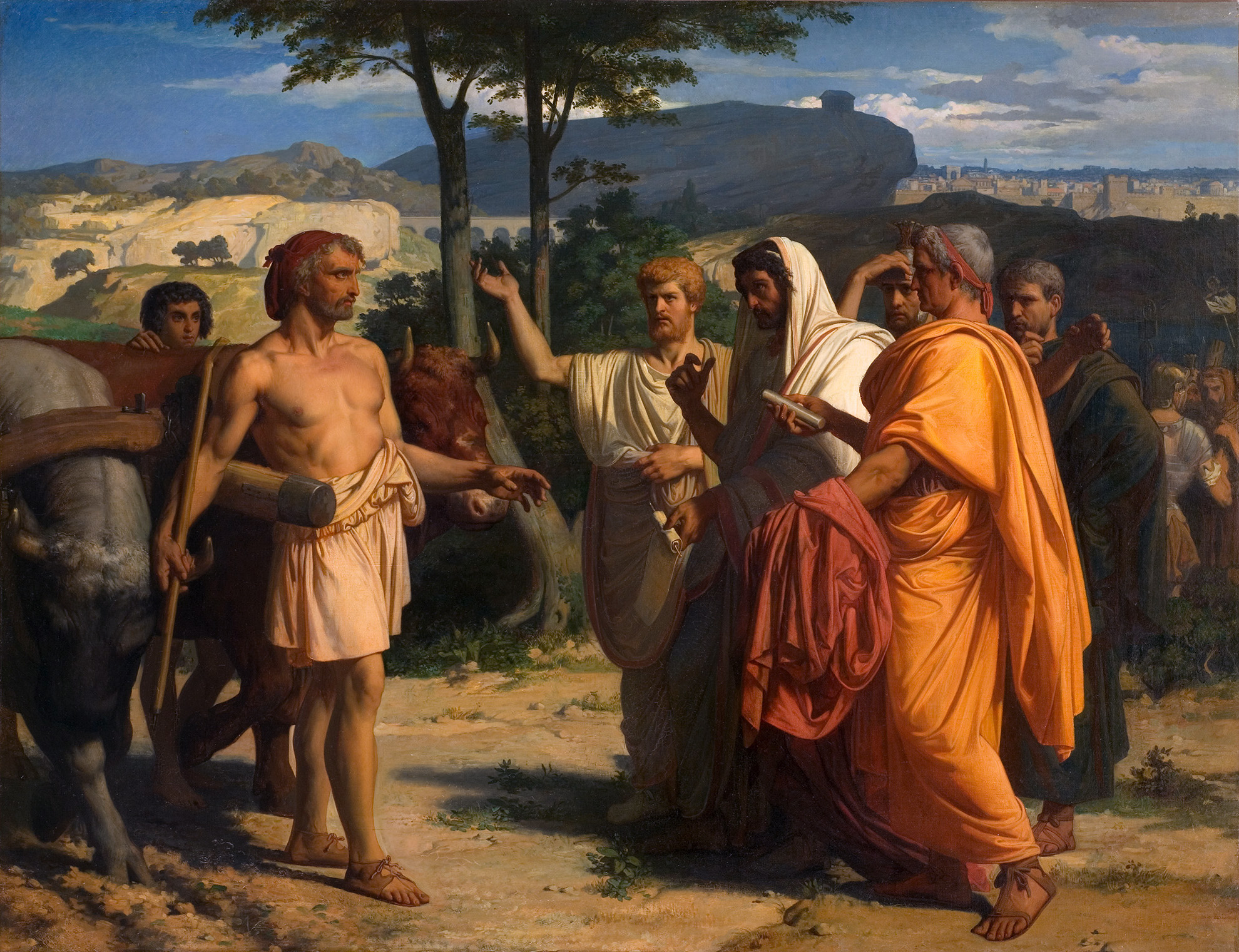
Cincinnatus recevant les ambassadeurs de Rome, Alexandre Cabanel, 1843.
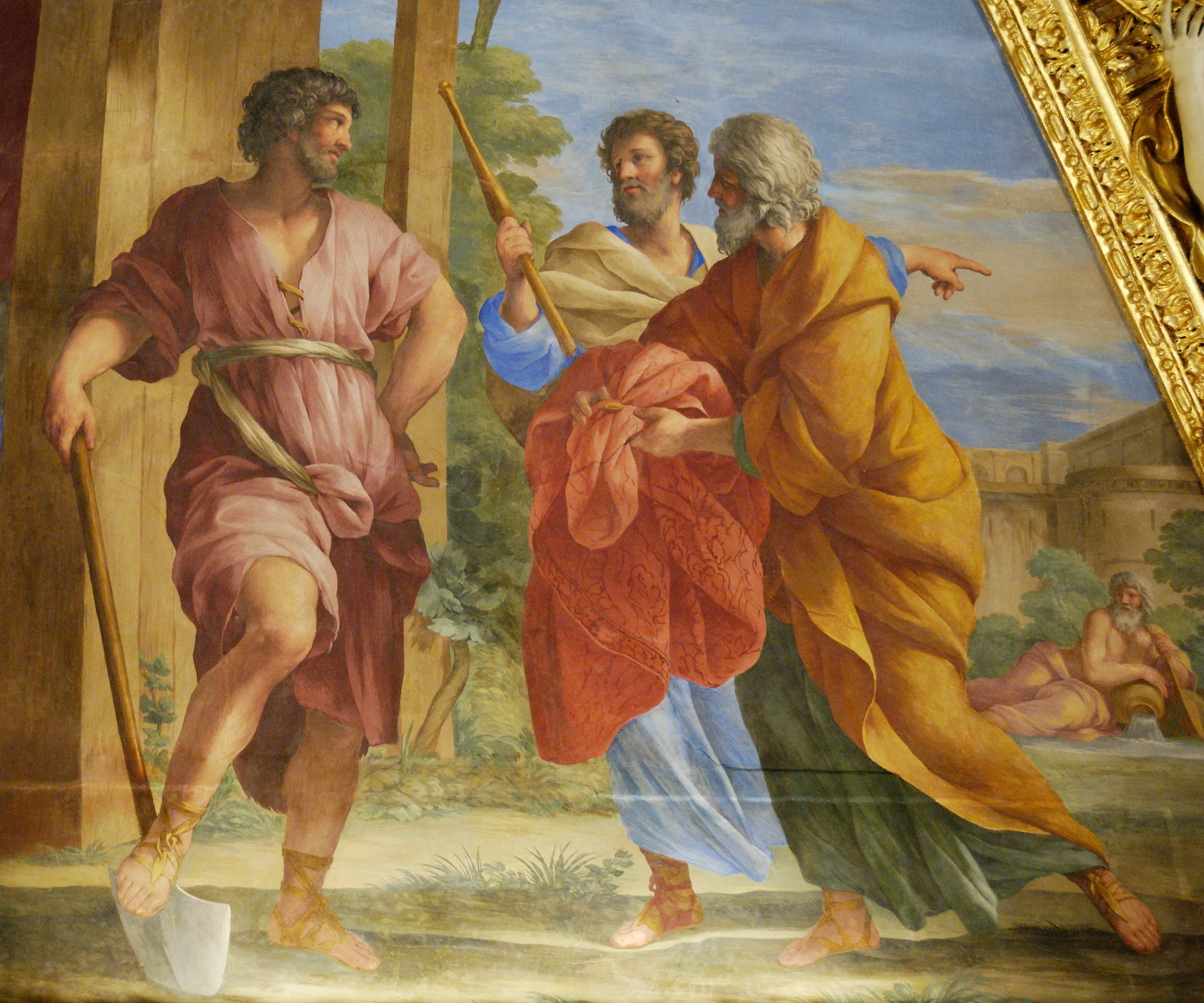
Les représentants du Sénat offrent la pourpre à Cincinnatus, Giovanni Francesco Romanelli, 1655-1658.
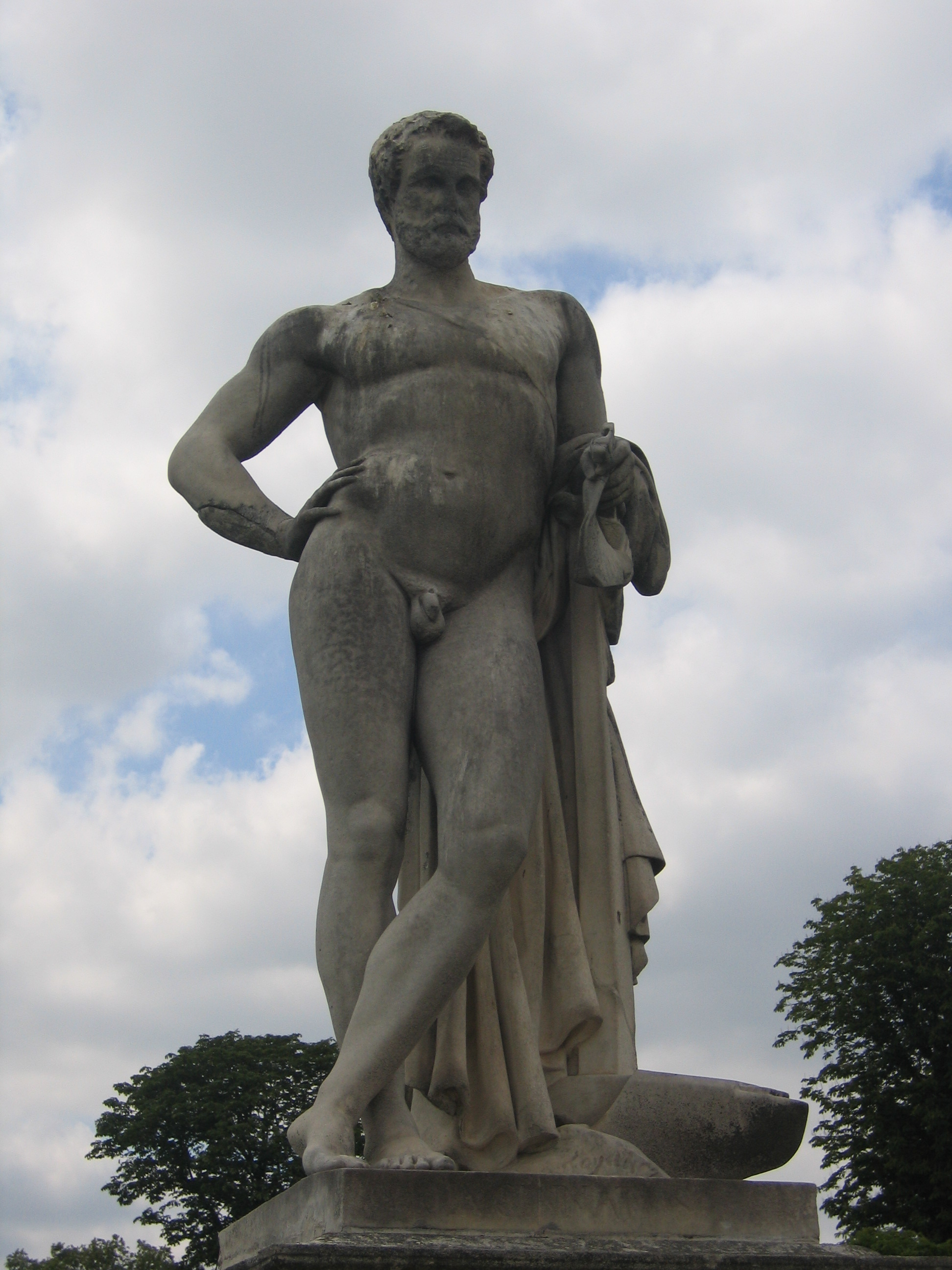
Statue de Cincinnatus, Denis Foyatier, Jardin des Tuileries, Paris.
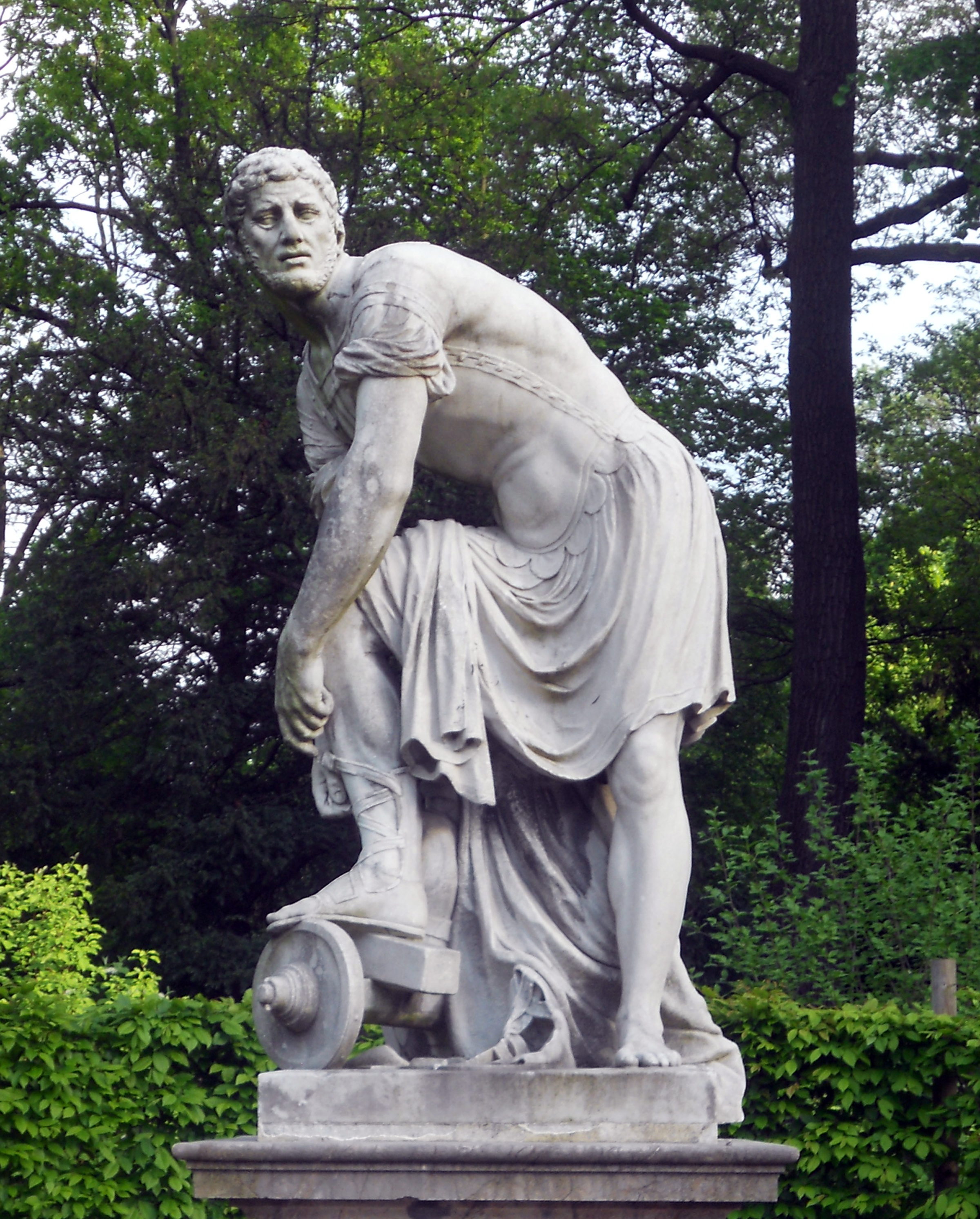
Statue de Cincinnatus, Schönbrunn.

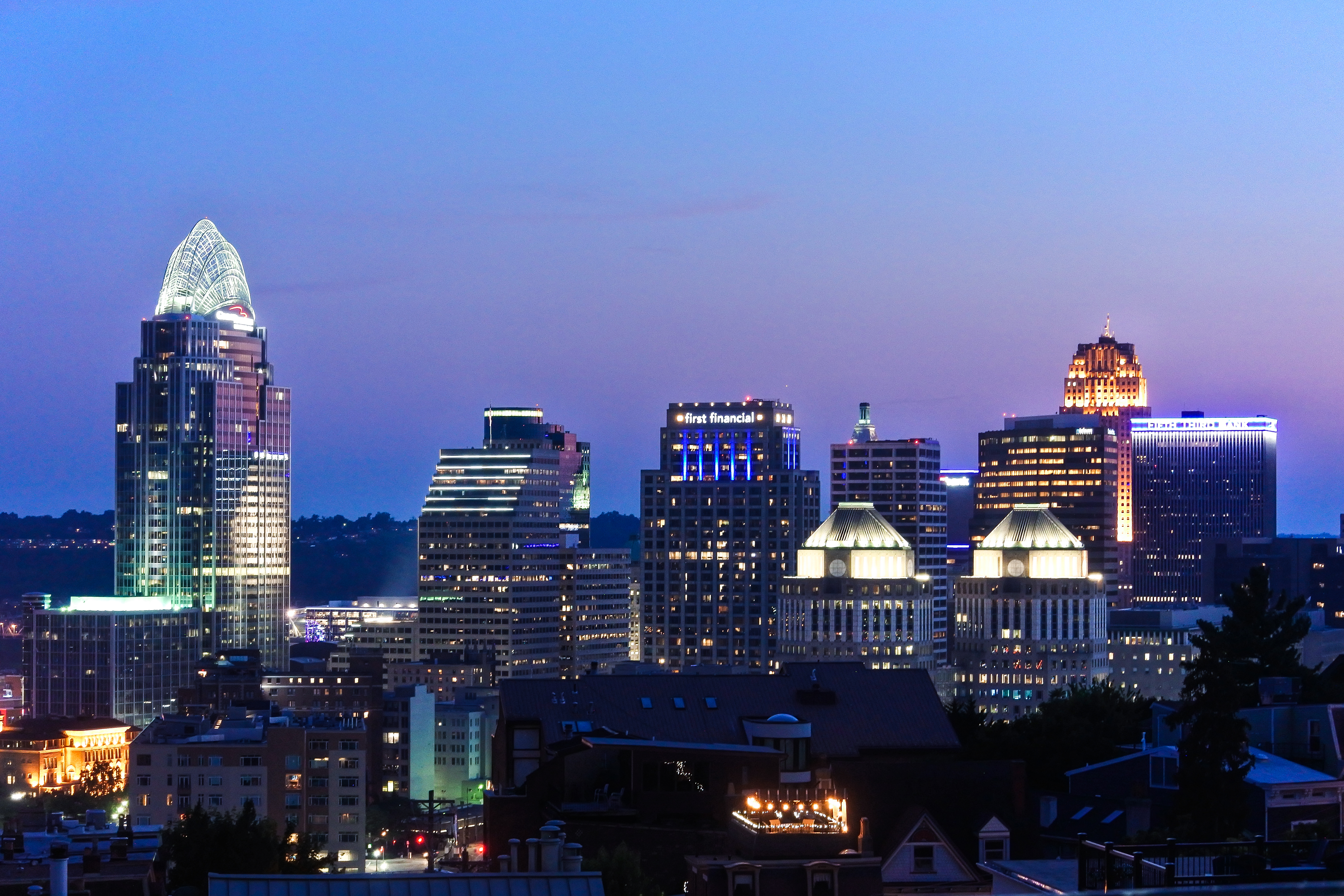
Cincinnati, dans l'Ohio, nommée en référence à la Société des Cincinnati.

### Dans l'histoire des États-Unis
Aux États-Unis, la figure de Cincinnatus est fréquemment rapprochée de celle de George Washington, notamment quand ce dernier, à l'instar du héros antique, se retire sur ses terres à Mount Vernon, à la fin de la guerre d'indépendance en 1783,. La même année, des officiers de l'armée de la République américaine fondent l'Ordre de Cincinnatus — ou Société de Cincinnatus — présidé par Washington. Le médaillon central de la médaille que portent les membres de l'ordre représente Cincinnatus à sa charrue. Une des plus importantes villes de l'État de l'Ohio a été baptisée Cincinnati en l'honneur de la Société des Cincinnati, elle-même en référence à Lucius Quinctius Cincinnatus.
D'après l'intéressé, Cincinnatus fut le premier pseudonyme utilisé par Edward Snowden.

#### Auteurs antiques
- Tite-Live, Histoire romaine, Livre III, 11-35 et Livre III, 6-15 sur le site de l'Université de Louvain
- Anonyme, Les Hommes illustres de la ville de Rome, sur le Corpus Scriptorum Latinorum.
- Florus, Abrégé de l'histoire romaine, Livre I, 11/26 sur le site de Philippe Remacle
- Eutrope, Abrégé de l'histoire romaine, Livre I, 16 sur le site de Philippe Remacle
- Dion Cassius, Histoire romaine, Livre V, Frag. XLIX sur le site de Philippe Remacle
- Diodore de Sicile, Histoire universelle, Livre XII, 2 sur le site de Philippe Remacle
- Denys d'Halicarnasse, Antiquités romaines, Livre X, 1-16/17-32 et Livre XI, 1-24 sur le site (en) LacusCurtius

#### Auteurs modernes
- (en) T. Robert S. Broughton, The Magistrates of the Roman Republic : Volume I, 509 B.C. - 100 B.C., New York, The American Philological Association, coll. « Philological Monographs, number XV, volume I », 1951, 578 p.
- Janine Cels-Saint-Hilaire, La République des tribus : Du droit de vote et de ses enjeux aux débuts de la République romaine (495-300 av. J.-C.), Toulouse, Presses universitaires du Mirail, coll. « Tempus », 1995, 381 p. (ISBN 2-85816-262-X, lire en ligne)
- (en) Michael J. Hillyard, Cincinnatus and the Citizen-Servant Ideal : The Roman Legend's Life, Times, and Legacy, Xlibris Corporation, 2001

- Bernard Caillot, La Guerre d'Indépendance américaine : Prototype des guerres de libération nationale ?, Éditions L'Harmattan, 2009, 288 p.
- Daniel Vaugelade, La question américaine au 18e siècle : au travers de la correspondance du duc Louis Alexandre de La Rochefoucauld (1743-1792), Éditions Publibook, 2005, 362 p.
- (en) Michèle Lowrie, « Spurius Maelius : Dictatorship and the Homo Sacer », dans Citizens of discord : Rome and its civil wars, Oxford University Press, 2010, 352 p., p. 171-187
- Yann Le Bohec, Les Grands Généraux de Rome... et les autres, Tallandier, 2022.